# Itezhi-Tezhi
Itezhi-Tezhi – miasto w południowej Zambii, w Prowincji Południowej, siedziba Dystryktu Itezi-Tezhi.